# Јовања
Јовања је насељено место града Ваљева у Колубарском округу. Према попису из 2022. било је 242 становника.
Овде се налази манастир Јовања.
- Јовања - панорама
- Јовања - панорама
- Јовања - панорама
- Јовања - панорама
- Јовања - панорама
- Јовања - панорама
- Јовања - панорама

## Демографија
У насељу Јовања живи 268 пунолетних становника, а просечна старост становништва износи 46,6 година (44,0 код мушкараца и 49,3 код жена). У насељу има 99 домаћинстава, а просечан број чланова по домаћинству је 3,13.
Ово насеље је великим делом насељено Србима (према попису из 2002. године), а у последња три пописа, примећен је пад у броју становника.
|  |

| Демографија | Демографија | Демографија |
| Година      | Становника  | Становника  |
| ----------- | ----------- | ----------- |
| 1948.       | 573         |             |
| 1953.       | 574         |             |
| 1961.       | 523         |             |
| 1971.       | 461         |             |
| 1981.       | 408         |             |
| 1991.       | 367         | 361         |
| 2002.       | 310         | 328         |

| Етнички састав према попису из 2002.‍ | Етнички састав према попису из 2002.‍ | Етнички састав према попису из 2002.‍ | Етнички састав према попису из 2002.‍ | Етнички састав према попису из 2002.‍ |
| ------------------------------------ | ------------------------------------ | ------------------------------------ | ------------------------------------ | ------------------------------------ |
|                                      |                                      |                                      |                                      |                                      |
| Срби                                 | Срби                                 |                                      | 301                                  | 97,09%                               |
| непознато                            | непознато                            |                                      | 0                                    | 0,0%                                 |

| Година пописа     | 1948. | 1953. | 1961. | 1971. | 1981. | 1991. | 2002. |
| ----------------- | ----- | ----- | ----- | ----- | ----- | ----- | ----- |
| Број домаћинстава | 107   | 109   | 111   | 109   | 111   | 109   | 99    |

| Број чланова      | 1  | 2  | 3  | 4  | 5 | 6  | 7 | 8 | 9 | 10 и више | Просек |
| ----------------- | -- | -- | -- | -- | - | -- | - | - | - | --------- | ------ |
| Број домаћинстава | 13 | 37 | 16 | 11 | 8 | 10 | 2 | 1 | 1 | 0         | 3,13   |

| Пол    | Укупно | Неожењен/Неудата | Ожењен/Удата | Удовац/Удовица | Разведен/Разведена | Непознато |
| ------ | ------ | ---------------- | ------------ | -------------- | ------------------ | --------- |
| Мушки  | 138    | 37               | 93           | 3              | 5                  | 0         |
| Женски | 137    | 13               | 92           | 28             | 4                  | 0         |
| УКУПНО | 275    | 50               | 185          | 31             | 9                  | 0         |

| Пол    | Укупно                    | Пољопривреда, лов и шумарство | Рибарство                            | Вађење руде и камена | Прерађивачка индустрија       |
| ------ | ------------------------- | ----------------------------- | ------------------------------------ | -------------------- | ----------------------------- |
| Мушки  | 69                        | 39                            | 0                                    | 0                    | 13                            |
| Женски | 36                        | 24                            | 0                                    | 0                    | 1                             |
| УКУПНО | 105                       | 63                            | 0                                    | 0                    | 14                            |
| Пол    | Производња и снабдевање   | Грађевинарство                | Трговина                             | Хотели и ресторани   | Саобраћај, складиштење и везе |
| Мушки  | 1                         | 3                             | 1                                    | 1                    | 3                             |
| Женски | 0                         | 0                             | 1                                    | 2                    | 0                             |
| УКУПНО | 1                         | 3                             | 2                                    | 3                    | 3                             |
| Пол    | Финансијско посредовање   | Некретнине                    | Државна управа и одбрана             | Образовање           | Здравствени и социјални рад   |
| Мушки  | 0                         | 3                             | 1                                    | 0                    | 1                             |
| Женски | 0                         | 0                             | 1                                    | 4                    | 2                             |
| УКУПНО | 0                         | 3                             | 2                                    | 4                    | 3                             |
| Пол    | Остале услужне активности | Приватна домаћинства          | Екстериторијалне организације и тела | Непознато            | Непознато                     |
| Мушки  | 2                         | 0                             | 0                                    | 1                    | 1                             |
| Женски | 1                         | 0                             | 0                                    | 0                    | 0                             |
| УКУПНО | 3                         | 0                             | 0                                    | 1                    | 1                             |

## Манастир Јовања
Нема поузданих извора када је подигнут манастир, иако се верује да је највероватније почетком 15. или почетком 16. века. У првој половини 18. века у манастиру је постојала богословска школа, да би 1788. године Турци запалили манастир. Почетком 19. века претворен је у мирску цркву.
Манастирска црква је једнобродна грађевина правоугаоне основе, која припада упрошћеном рашком стилу, са кубетом које носе прислоњени лукови са северне и јужне стране и полукружним сводом на источној и западној страни. Апсида је полукружна и засведена. Две припрате су дозидане касније. Припрата је дозидана почетком 18. века (1706) када је цео манастир обновљен захваљујући ктиторству браће Витановић, Јовану и Јевти.
Старији живопис (из 17. века) цркве светог Јована је обнављана неколико пута. Композиција Христовог распећа на северном зиду издваја се својом монументалношћу. Представа Благовести налази се на источном луку на простору испод кубета, а значајна фреска, Крштење Христово, на јужном зиду.
Игуман манастира је архимандрит Михаило (Биковић) (1972).